# Holotrichia subrugipennis
Holotrichia subrugipennis är en skalbaggsart som beskrevs av Moser 1921. Holotrichia subrugipennis ingår i släktet Holotrichia och familjen Melolonthidae. Inga underarter finns listade i Catalogue of Life.